# Otto von Guericke
Otto von Guericke [ˈgeʁike], né le 20 novembre 1602 à Magdebourg et mort le 11 mai 1686 à Hambourg, est un scientifique, inventeur et homme politique allemand. Sa contribution scientifique principale concerne la physique du vide. Il a inventé le principe du tout premier appareil à vide, la pompe à air, qui sera mise au point ensuite par Robert Boyle.

## Biographie
Otto von Guericke fut un des quatre bourgmestres de Magdebourg de 1646 à 1676, survivant au sac de la ville en 1631 lors de la guerre de Trente Ans.

### Pression atmosphérique et vide

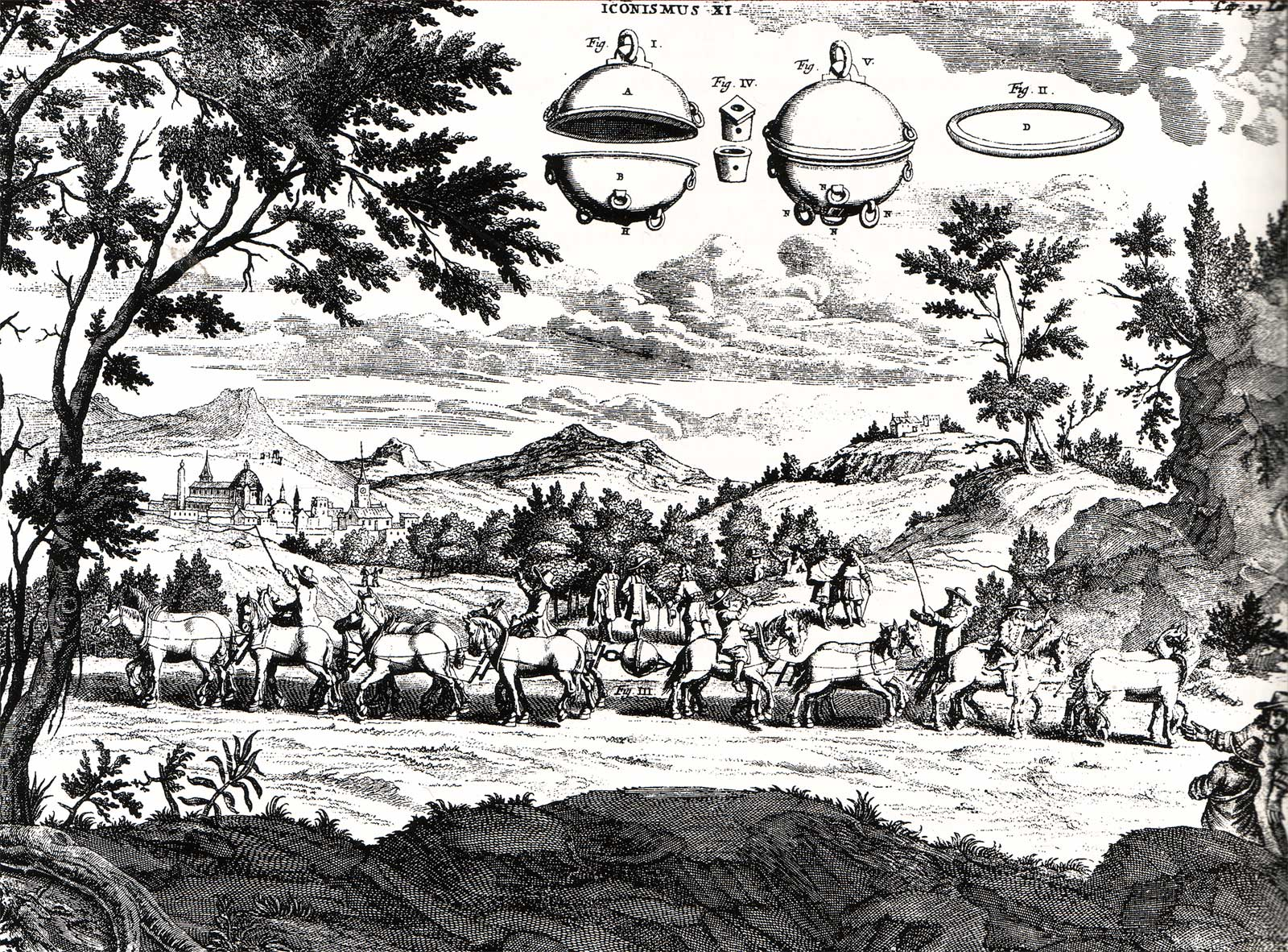
Expérience des hémisphères de Magdebourg.

Il est l'inventeur de la pompe à air, ancêtre de la pompe à vide, consistant en un piston, un cylindre et un clapet anti-retour, conçue pour extraire l'air dans de nombreux contextes.
Guericke prouva la force de la pression atmosphérique avec des expériences spectaculaires, comme en 1654, à la cour de Frédéric-Guillaume Ier de Brandebourg, où il avait raccordé deux hémisphères de cuivre de 40 cm de diamètre (les hémisphères de Magdebourg) et extrait l'air à l'intérieur de celles-ci. Il a ensuite attaché chaque hémisphère à huit chevaux et montré qu'ils étaient incapables de les séparer. Quand il remit l'intérieur des hémisphères à pression atmosphérique, ils se séparèrent facilement. Il répéta l'expérience la même année à Berlin avec 24 chevaux.
Avec ses expériences, Guericke mit fin à l'hypothèse de l'horror vacui, qui supposait que la nature « déteste » le vide, qui fut pendant des siècles un problème pour les philosophes et les scientifiques. Il s'était inspiré des expériences sur les fluides de Torricelli et de leur interprétation correcte par Blaise Pascal.

### Autres études

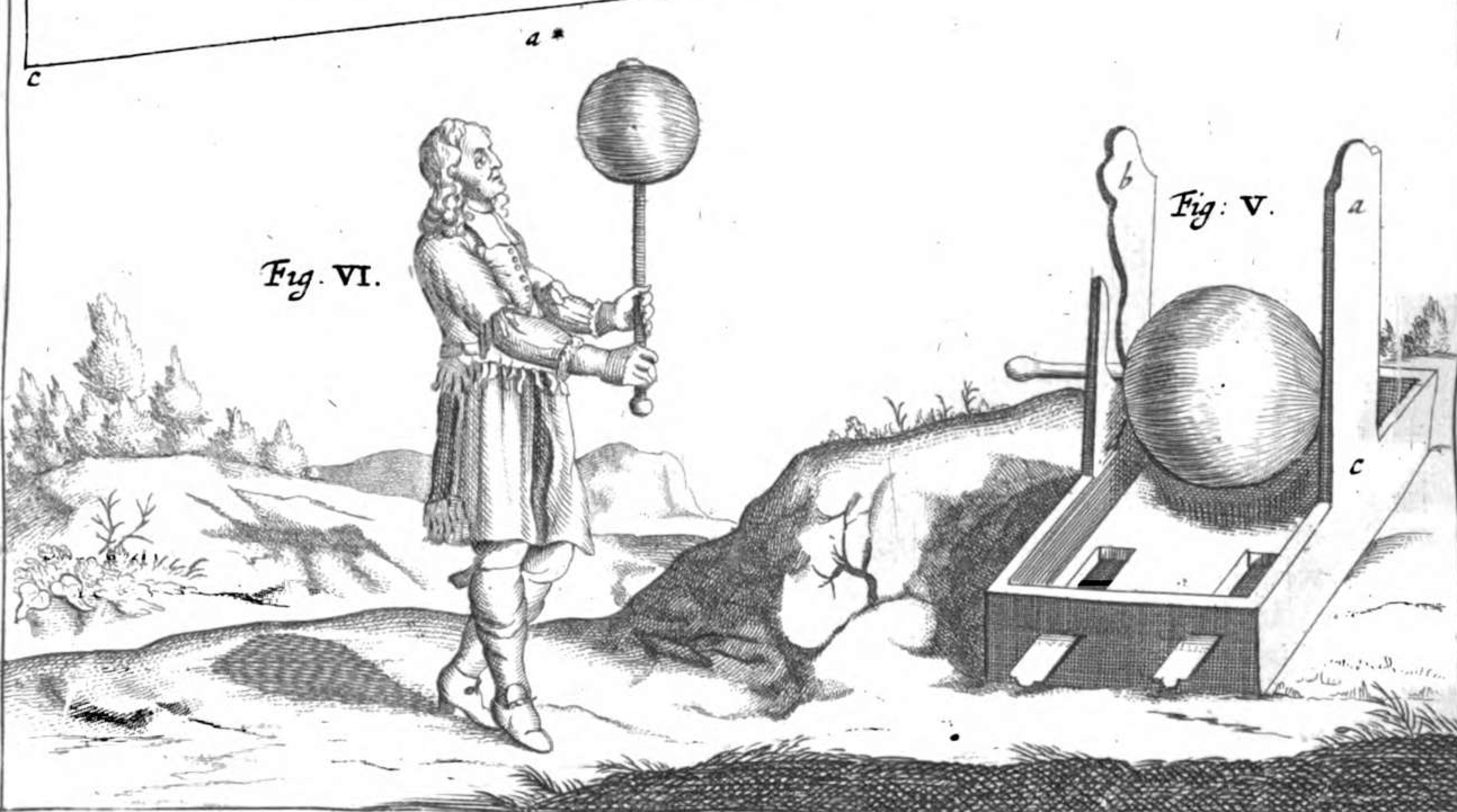
Globe de soufre, Experimenta Nova d'Otto von Guericke, 1672.

Von Guericke appliqua le baromètre aux prévisions météorologiques.
Ses derniers travaux se sont concentrés sur l'électricité, mais peu de ses résultats ont été préservés. Il inventa en 1672 les premières machines de production continue d’électricité statique (le générateur électrostatique réalisé à partir d'un globe de soufre et appelé la Elektrisiermaschine), sans qu’elles procèdent pour autant d’une connaissance scientifique des phénomènes électriques.
Otto von Guericke est mort à Hambourg en 1686 et son nom a été donné à l'université de Magdebourg.